# Szpęgawsk (przystanek kolejowy)
Szpęgawsk – przystanek kolejowy w Szpęgawsku, w województwie pomorskim, w Polsce. 
Znajduje się na linii nr 203. Tczew - Küstrin Kietz.

## Ruch pasażerski
| Rok  | Wymiana pasażerska na dobę |
| ---- | -------------------------- |
| 2017 | 10-19                      |
| 2022 | 20-49                      |